# Västerviks IK
Der Västerviks IK ist ein 1971 gegründeter schwedischer Eishockeyklub aus Västervik. Die Mannschaft spielt aktuell in der drittklassigen Hockeyettan.

## Geschichte
Der Västerviks IK wurde 1971 gegründet. Die Mannschaft spielte in den 1990er Jahren mehrfach in der damals noch zweitklassigen Division 1. In der Saison 1999/2000 trat die Mannschaft in der mittlerweile drittklassigen Division 1 an, stieg jedoch am Saisonende in die mittlerweile viertklassige Division 2 ab. Erst in der Relegation der Saison 2007/08 gelang die Rückkehr in die Division 1. In der Saison 2010/11 stieg man erneut in die Division 2 ab, erreichte jedoch im folgenden Jahr den direkten Wiederaufstieg. 2016 stieg der Verein in die zweitklassige HockeyAllsvenskan auf.

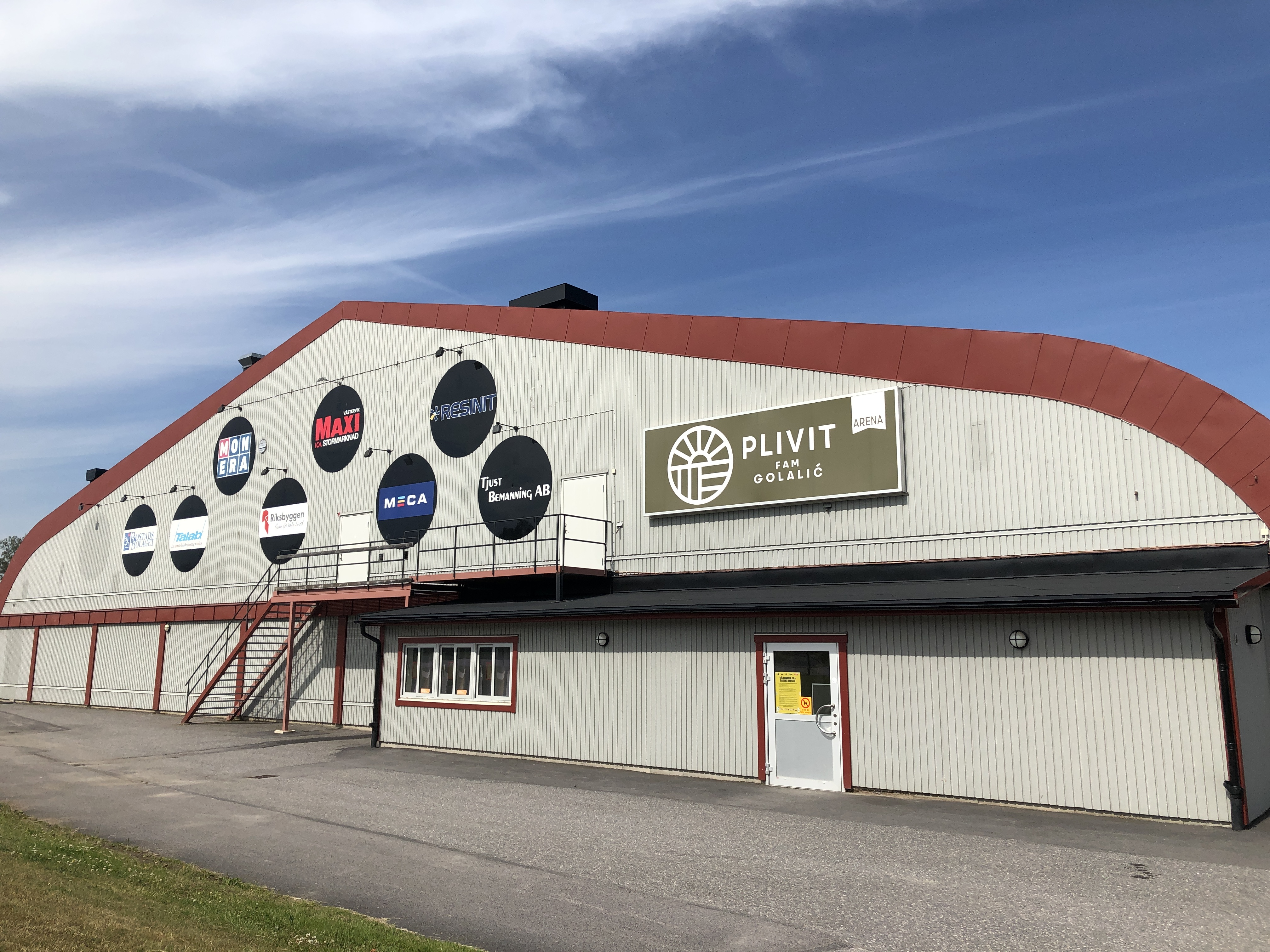
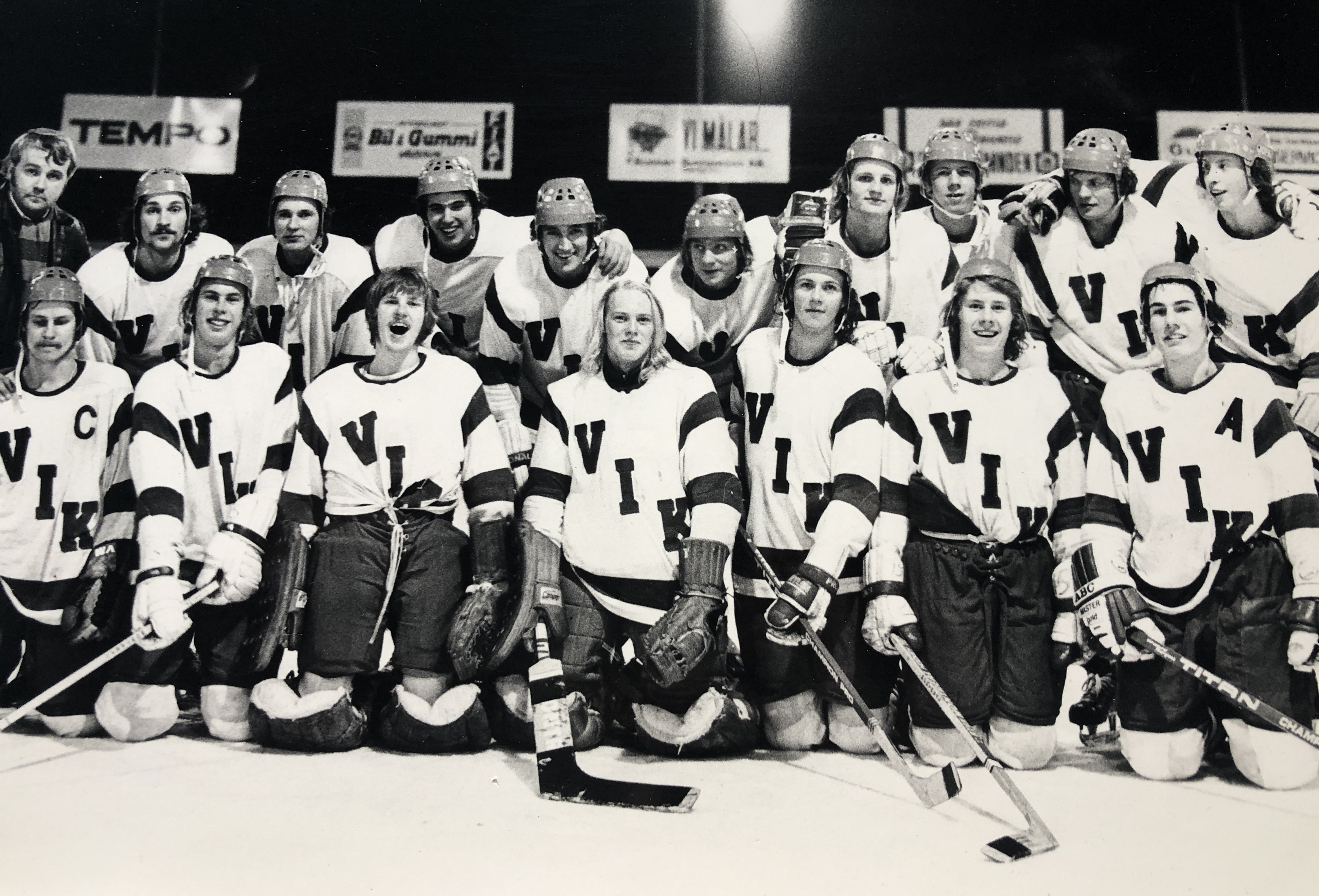